# Stanimir Milošković
Stanimir Milošković (in serbo Станимир Милошковић?; Kragujevac, 21 dicembre 1983) è un calciatore serbo, attaccante svincolato.